# Base aérea de Al Udeid
La Base Aérea de Al Udeid (árabe: قاعدة العديد الجوية) es una de las dos bases militares al suroeste de Doha, Catar, también conocida como Aeropuerto Abu Nakhlah (مطار أبو نخلة).
Alberga la Fuerza Aérea de Catar, la Fuerza Aérea de los Estados Unidos, la Real Fuerza Aérea y otras fuerzas extranjeras. Alberga un cuartel general avanzado del Mando Central de los Estados Unidos, el cuartel general del Comando Central de las Fuerzas Aéreas de los Estados Unidos, el 83.º Grupo Aéreo Expedicionario de la RAF y el 379.º Ala Expedicionaria Aérea de la USAF.
Según informes de prensa de junio de 2017, la base albergaba más de 11.000 efectivos de las fuerzas estadounidenses y de la coalición anti-Estado Islámico y más de 100 aeronaves operativas.
El 23 de junio de 2025, como respuesta a la Operación Martillo de Medianoche de los EE. UU., que atacó instalaciones nucleares iraníes, Irán lanzó ataques con misiles contra la base militar, poco antes de las 8 p m. AST y después de que Catar cerrara su espacio aéreo. Esto fue seguido por explosiones en Doha. Sin embargo, Catar afirmó que no hubo víctimas y que todos los misiles fueron interceptados. Irán afirmó que seis misiles impactaron con éxito.